# 그랜트 파크 (시카고)

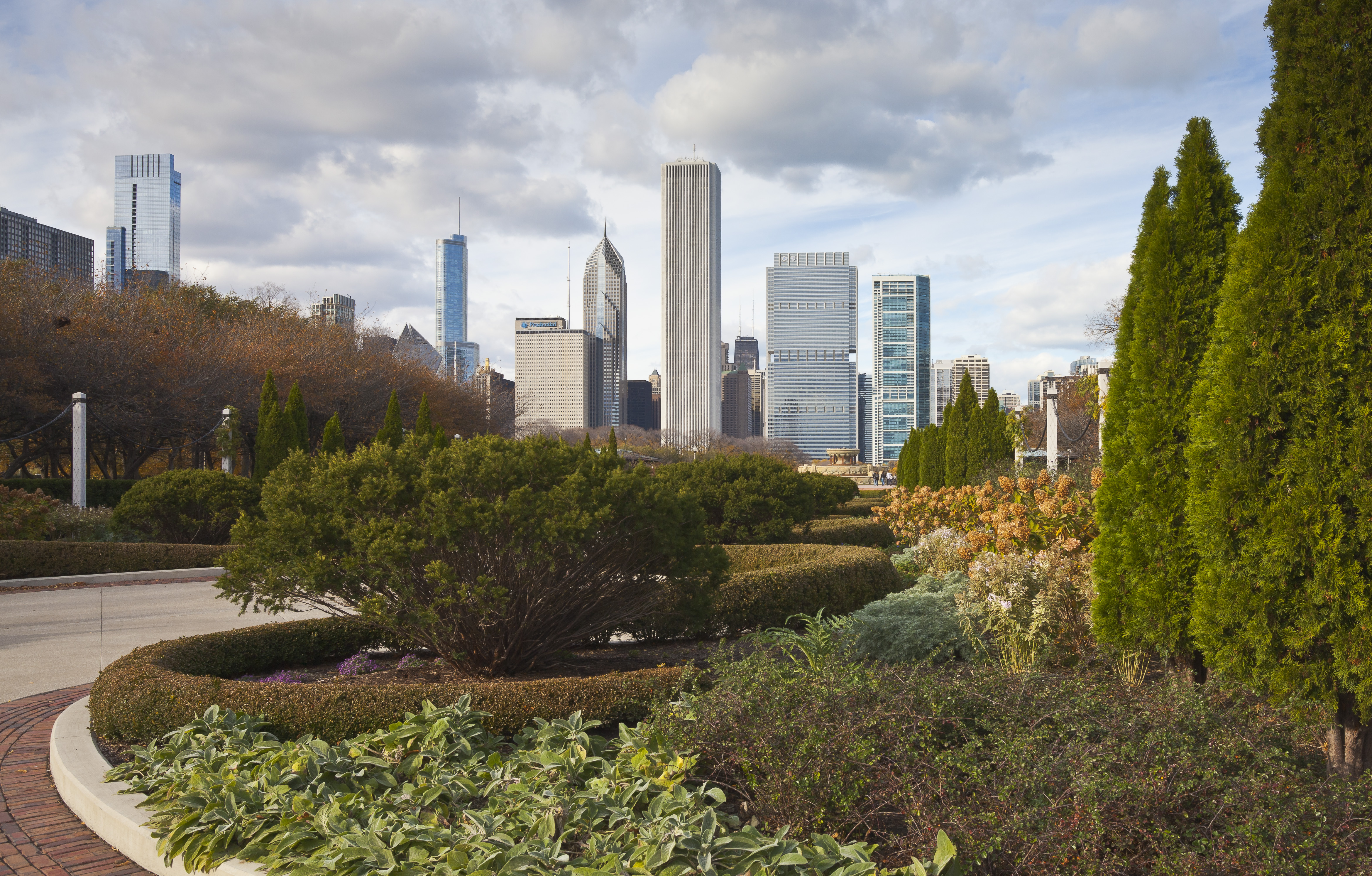
그랜트 파크

그랜트 파크(Grant Park)는 미국 일리노이주 시카고의 루프 지역에 있는 공원이다. 밀레니엄 파크, 버킹엄 분수, 시카고 미술관 등이 위치하고 있다.

## 행사
그랜트 파크에서 열리는 대규모 행사에는 다음과 같은 것이있다.
- 시카고 블루스 페스티벌 - 6월 개최
- 테이스트 오브 시카고 - 6월 ~ 7월 개최되는 음식 축제
- 베네치아의 밤 - 7월 개최
- 롤라 팔루자 - 8월 개최되는 록 페스티벌
- 시카고 재즈 페스티벌 - 9월 개최
- 시카고 마라톤 - 10월 개최

## 주요 시설

### 밀레니엄 파크
그랜트 파크 북서부는 1998년부터 2004년까지 리모델링을 거쳐 밀레니엄 파크로 명명되었다. 수많은 건축 예술 작품이 가득하다.

## 같이 보기
- 밀레니엄 파크